# Villamassargia

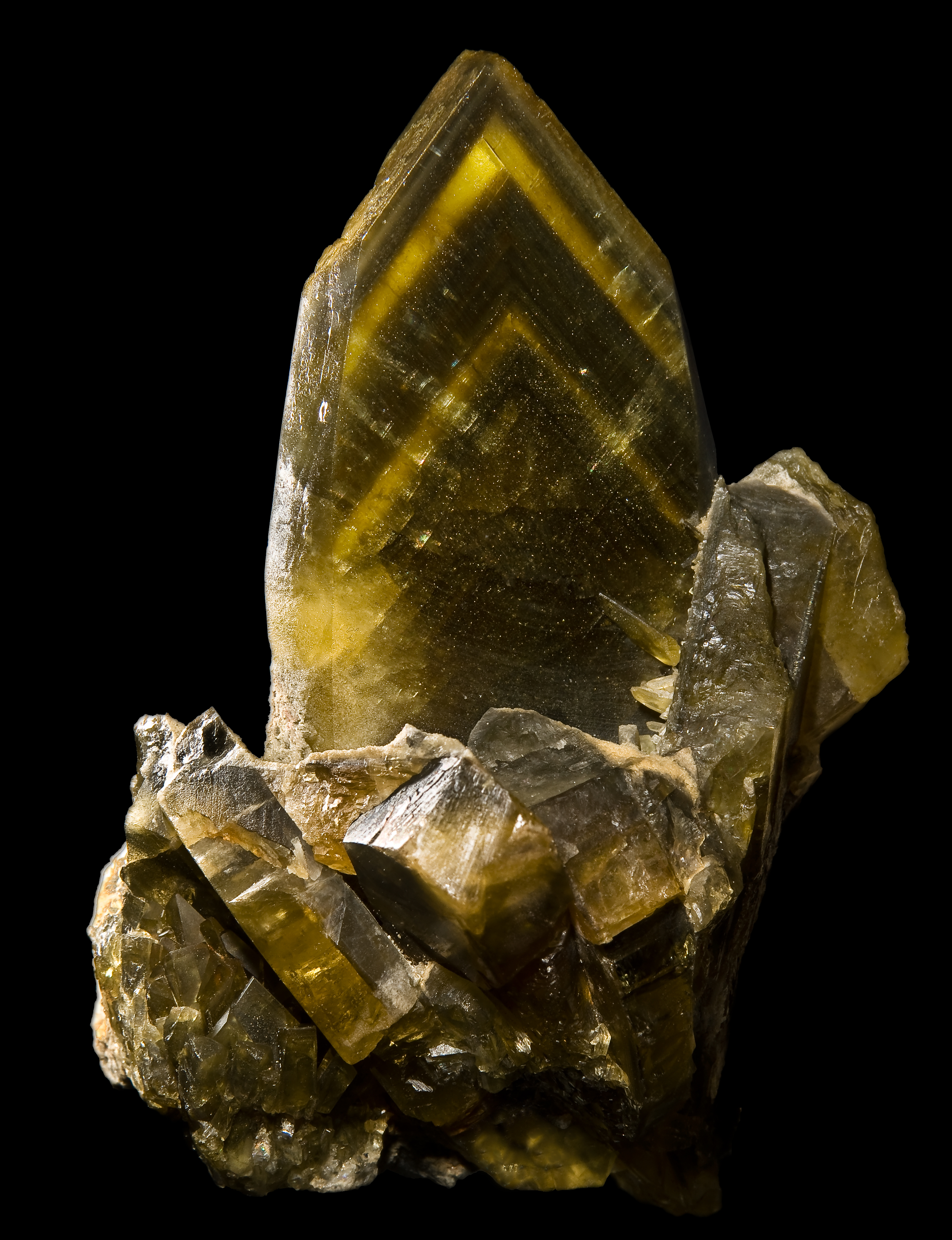
Baritina - Monte Mesu - Villamassargia

Villamassargia (en sardo: Bidda Matzràxa) es un municipio de Italia de 3705 habitantes en la provincia de Cerdeña del Sur, región de Cerdeña.

## Patrimonio
- Iglesia de Madonna del Pilar.
- Iglesia parroquial de Santa Maria della Neve.
- Castillo de Gioiosa Guardia.

## Evolución demográfica
| Gráfica de evolución demográfica de Villamassargia entre 1861 y 2001 |
|                                                                      |
| Fuente ISTAT - Elaboración gráfica de Wikipedia                      |